# Лихтхейм, Мириам
Мириам Лихтхейм (англ. Miriam Lichtheim; 3 мая 1914, Стамбул — 27 марта 2004, Иерусалим) — израильская лингвист, востоковед и египтолог, известная своими современными переводами, изданиями и комментариями древнеегипетской литературы.

## Биография
Мириам Лихтхейм родилась в семье немецкого деятеля сионистского движения Рихарда Лихтхейма. Младшая сестра социолога и писателя Георга Лихтхейма.
В 1932—1933 годах изучала египтологию и семитские языки в Берлинском университете. Переехав в Палестину, в 1933—1939 годах Мириам Лихтхейм изучала египтологию под руководством Хаима Полоцкого в Иерусалимском Еврейском университете. В своих заметках про студенческие годы Мириам вспоминала, что в начале учебного года в египетский класс к Хаиму Полоцкому записались четыре студента, но к концу семестра она осталась единственной студенткой. В 1941 году Мириам продолжила обучение в США, где получила степень доктора египтологии в Чикагском университете. После этого Мириам Лихтхейм работала исследователем в Йельском университете, а затем — в Калифорнийском университете, где до 1974 года она занимала позицию библиографа и лектора по странам Ближнего Востока. В 1982 году Мириам Лихтхейм переехала в Израиль, где она преподавала египтологию в Иерусалимском Еврейском университете.
В 1973 году Мириам Лихтхейм опубликовала первый том «Древнеегипетской литературы» (англ. Ancient Egyptian Literature (abbr. AEL)), содержащий переводы и комментарии текстов Древнего и Среднего царств Древнего Египта. В 1976 году вышел второй том с текстами Нового царства. Третий том египетских текстов первого тысячелетия до н. э. вышел в 1980 году.
Мириам Лихтхейм скончалась в Израиле в 2004 году.

## Список работ
- Miriam Lichtheim & Elizabeth Stefanski. Coptic Ostraca from Medinet Habu. — University of Chicago Oriental Institute Publications, 1952.
- Miriam Lichtheim Ancient Egypt: A survey of current historiography. / The American Historical Review, 1963.
- Miriam Lichtheim Ancient Egyptian Literature. — 3 vv. — The University of California Press, 1973—1980.
- Miriam Lichtheim Late Egyptian Wisdom Literature in the International Context. / Orbis Biblicus Et Orientalis, 1983.
- Miriam Lichtheim Ancient Egyptian autobiographies chiefly of the Middle Kingdom: A study and an anthology. / Orbis biblicus et orientalis, 1988.
- Miriam Lichtheim Maat in Egyptian Autobiographies and Related Studies. — Vandenhoeck & Ruprecht, 1992.
- Miriam Lichtheim Moral Values in Ancient Egypt. — Vandenhoeck & Ruprecht, 1997.
- Miriam Lichtheim Telling it Briefly: A Memoir of My Life. — University Press Fribourg, 1999.